# Lakeview (Texas)
Lakeview è un centro abitato degli Stati Uniti d'America situato nella contea di Hall dello Stato del Texas.
La popolazione era di 107 persone al censimento del 2010.

## Geografia fisica
Lakeview è situata a 34°40′22″N 100°41′51″W (34.672880, -100.697637), lungo la State Highway 256 nel centro-nord della contea di Hall, circa 9 km a sud ovest di Memphis e 26 miglia a sud est di Clarendon.
Secondo lo United States Census Bureau, ha un'area totale di 0,2 miglia quadrate (0,52 km²).

## Società

### Evoluzione demografica
Secondo il censimento del 2000, c'erano 152 persone, 51 nuclei familiari e 36 famiglie residenti nella città. La densità di popolazione era di 730,1 persone per miglio quadrato (279,5/km²). C'erano 74 unità abitative a una densità media di 355,4 per miglio quadrato (136,1/km²). La composizione etnica della città era formata dal 45,39% di bianchi, il 9,21% di afroamericani, il 43,42% di altre razze, e l'1,97% di due o più etnie. Ispanici o latinos di qualunque razza erano il 55,26% della popolazione.
C'erano 51 nuclei familiari di cui il 45,1% aveva figli di età inferiore ai 18 anni, il 54,9% aveva coppie sposate conviventi, il 13,7% aveva un capofamiglia femmina senza marito, e il 27,5% erano non-famiglie. Il 25,5% di tutti i nuclei familiari erano individuali e il 9,8% aveva componenti con un'età di 65 anni o più che vivevano da soli. Il numero di componenti medio di un nucleo familiare era di 2,98 e quello di una famiglia era di 3,70.
C'erano il 39,5% di persone sotto i 18 anni, il 5,3% di persone dai 18 ai 24 anni, il 24,3% di persone dai 25 ai 44 anni, il 19,1% di persone dai 45 ai 64 anni, e l'11,8% di persone di 65 anni o più. L'età media era di 29 anni. Per ogni 100 femmine c'erano 105,4 maschi. Per ogni 100 femmine dai 18 anni in giù, c'erano 95,7 maschi.